# الساندرو مارکتی (بازیکن فوتبال)
الساندرو مارکتی (انگلیسی: Alessandro Marchetti؛ زادهٔ ۱۳ مهٔ ۱۹۸۸) بازیکن فوتبال اهل ایتالیا است.
از باشگاه‌هایی که در آن بازی کرده‌است می‌توان به باشگاه فوتبال لیورنو، باشگاه فوتبال آلساندریا، و باشگاه فوتبال آلاشکرت اشاره کرد.